# Parafia Matki Bożej Szkaplerznej w Imielinie
Parafia Matki Bożej Szkaplerznej – rzymskokatolicka parafia znajdująca się w Imielinie. Parafia należy do dekanatu Lędziny w archidiecezji katowickiej.

## Grupy parafialne
- Ministranci
- Katolickie Stowarzyszenie Młodzieży
- Ruch Światło-Życie
- Dzieci Maryi
- Chór
- Zespół Charytatywny
- Świecki Zakon Karmelitów Bosych
- Franciszkański Zakon Świeckich
- Koło Przyjaciół Radia Maryja
- Apostolstwo Dobrej Śmierci
- Nocna Adoracja
- Akcja Katolicka